# 독발수기능
독발수기능(禿髮樹機能, ? ~ 280년)은 중국 삼국시대, 서진 서북부에 있던 선비족의 일파인 독발선비의 수령이다. 270년 진주(秦州), 양주(涼州) 일대에서 반란을 일으켰으나 사마준, 마륭에게 진압된다.
전임 수령이었던 독발수전(禿髮壽闐)의 손자이며, 252년 독발수전의 사망 후 수령이 되었다.

## 생애
270년 6월 서진에 대항해 반란을 일으킨다.(독발수기능의 난) 269년 신설된 진주를 다스리던 자사 호열은 만곡퇴(오늘날의 감숙성 고란현)에서 독발수기능과 대치하지만 사마량의 명을 받고 지원하러 온 유기가 도와주지 않아 크게 패하고 전사한다. 서진은 다시 토벌을 위해 행안서장군 석감과 후임 진주자사 두예를 파견하는데 이들은 토벌 시기를 놓고 갈등하여 결국 두예는 정위에게 압송당한다. 석감은 이어진 전투에서 독발수기능에게 패퇴한다.
271년 5월 독발수기능은 양주(涼州)를 침공하여 청산(오늘날의 감숙성 배현)에서 양주자사 견홍과 맞선다. 양주에 있던 다른 선비족들이 호응하여 견홍은 고립되고 결국 패하여 사망한다. 이후 진에서는 실권자였던 가충이 토벌대장으로 추대되지만 권력을 잃을까 두려워 정벌을 미루다 딸의 혼인을 이유로 눌러앉는다.
272년 양주자사로 파견된 양흔(楊欣)은 돈황에서 영호풍의 난이 일어나기도 했고, 독발수기능의 세력이 강대해지기도 해서 직접 맞서지 않고 강족들과 화친한다. 새로 사령관으로 부임한 사마준 역시 둔전을 설치하고 군사를 키우는데 열중한다. 독발수기능은 주변의 이민족들을 포섭하고 연맹을 통해 세력을 키워나갔다. 4년간의 평화기동안 독발수기능의 세력은 20여만으로 늘어났다. 274년 10월 사마준은 양주 금성군을 침공한 걸문니(乞文泥)의 부대를 격퇴하고 여세를 몰아 독발수기능의 본대를 공격하여 삼천여명이 전사하는 피해를 입힌다. 결국 독발수기능은 사마준에게 인질을 보내고 휴전을 맺는다. 사마준은 독발수기능과 휴전을 맺는 한편으로 그의 연맹을 해체시키기 위해 다른 연맹의 일원들을 하나하나 격파해나간다. 275년 6월 선비족과의 전투에서 승리하였으며 276년에는 아라다(阿羅多)가 이끄는 선비족을 패퇴시키고 사천을 죽이고 9천명의 포로를 사로잡는다. 독발수기능은 후탄발(侯彈勃)과 함께 서진의 둔전을 파괴하기 위해 침공하지만 사마준은 277년 평로호군 문앙(文鴦)의 지휘 하에 양주, 진주, 옹주의 군사를 모아 대규모의 전진배치를 행한다. 선비족 연맹은 와해되고 길가라(吉軻羅), 후금다(侯金多), 열경(熱冏)등의 선비족 20만여명이 서진에 항복하는 피해를 입고 세력이 크게 약화된다. 278년 양흔은 독발수기능의 세력이 약화된 틈을 타서 강족과의 화친을 끊는데 독발수기능의 세력이었던 강족 약라발능(若羅拔能)이 양주를 침공해 무위에서 양흔을 패퇴시키고 전사시킨다. 이후 서진이 다시 서북방면에 관심을 가지지 않는 틈을 타서 279년 1월 양주를 침공해 금산(오늘날의 감숙성 산단현)에서 후임 양주자사 소유의 군사를 격멸시키고 양주를 점령한다. 서진군 총수의 1/3에 달하는 양주 방위군 전원이 채 만이 안되는 독발수기능의 군사에게 패하여 전투불능이 되었다. 양주는 위나라 시기부터 여러 이민족들과 촉한의 위협을 지속적으로 받았던 지역이지만 함락된 것은 이때가 처음이었다.
서진에서는 279년 12월 무위태수(武威太守)로 있던 서진의 장수 마륭에게 3000의 병사를 주어 토벌하도록 명했는데 마륭은 수레를 만들어 제갈량의 팔진도를 펼쳐 독발수기능의 수만 군사를 패퇴시켰다. 280년 독발수기능은 부하에게 피살당했고, 사촌동생 독발무환이 그 뒤를 이었다.

## 참고 문헌
- 《진서(晉書)》
- 《자치통감(資治通鑑)》